# Neoregelia chlorosticta
Espèce
Classification phylogénétique
Neoregelia chlorosticta est une espèce de plantes de la famille des Bromeliaceae, endémique de la forêt atlantique (mata atlântica en portugais) au Brésil.